# Renée Colliard

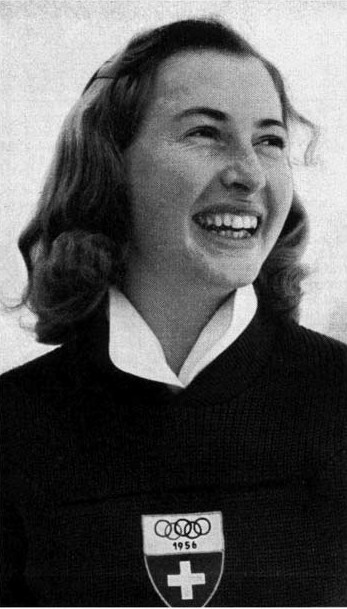
Renée Colliard in 1956

Renée Colliard (Genève, 24 december 1933 – 15 december 2022) was een Zwitserse alpineskiester.
Colliard nam eenmaal deel aan de Olympische Winterspelen (in 1956), die tevens als wereldkampioenschappen alpineskiën golden. Op de discipline slalom werd zij, verrassend, olympisch kampioene en wereldkampioene. Ze ging als eerste deelneemster van start en na haar verbeterde niemand haar beide tussentijden en haar eindtijd. De olympische zege bleef haar enige internationale overwinning.

## Kampioenschappen
1948: Gretchen Fraser ·
1952: Andrea Mead-Lawrence ·
1956: Renée Colliard ·
1960: Anne Heggtveit ·
1964: Christine Goitschel ·
1968: Marielle Goitschel ·
1972: Barbara Cochran ·
1976: Rosi Mittermaier ·
1980: Hanni Wenzel ·
1984: Paoletta Magoni ·
1988: Vreni Schneider ·
1992: Petra Kronberger ·
1994: Vreni Schneider ·
1998: Hilde Gerg ·
2002: Janica Kostelić ·
2006: Anja Pärson ·
2010: Maria Riesch ·
2014: Mikaela Shiffrin ·
2018: Frida Hansdotter ·
2022: Petra Vlhová